# Casa de Huéspedes Ilustres
La Casa de Huéspedes Ilustres de Cartagena de Indias es la residencia oficial de personajes invitados por el Estado colombiano. Fue proyectada entre 1978 y 1981 por el arquitecto Rogelio Salmona, fue reconocida como el proyecto latinoamericano más importante realizado en la década de 1980. La Casa de Huéspedes obtuvo el Premio Nacional de Arquitectura en 1986.

## Ubicación
La Casa de Huéspedes Ilustres se ubica en las inmediaciones del Fuerte de San Juan de Manzanillo, una de las fortificaciones de la bahía de Cartagena de Indias. El proyecto se compone de la residencia propiamente dicha, diseñada por Rogelio Salmona, y de la restauración del fuerte, realizada por Germán Téllez y convertido en el comedor principal de la residencia.

## Descripción
En esta obra se sintetizan algunos planteamientos precedentes en la obra de Salmona, en especial en los patios y las terrazas. A ello se añade el manejo del agua y de la vegetación como parte de la arquitectura, así como el interés por la arquitectura prehispánica y mudéjar.
La construcción en gruesos muros de piedra coralina evoca la mampostería de las fortificaciones cartageneras, sin asumirlas como modelo. Las cubiertas abovedadas y los pisos en ladrillo otorgan un carácter de especial austeridad a los recintos interiores.